# Berliner Fußballmeisterschaft des VBB 1908/09
Die Berliner Fußballmeisterschaft des VBB 1908/09 war die zwölfte unter dem Verband Berliner Ballspielvereine ausgetragene Berliner Fußballmeisterschaft. Die diesjährige Meisterschaft wurde in einer Gruppe mit neun Teilnehmern ausgespielt. Der BTuFC Viktoria 89 setzte sich mit großem Vorsprung vor dem BFC Preussen durch und wurde zum vierten Mal Berliner Fußballmeister des VBB, davon zum dritten Mal hintereinander. Durch den Erfolg war Viktoria Berlin für die deutsche Fußballmeisterschaft 1908/09 qualifiziert. Bei dieser erreichten die Berliner nach einem 12:1-Auswärtssieg im Viertelfinale gegen den VfB Königsberg und einem 7:0-Erfolg im Halbfinale über den Altonaer FC von 1893 zum dritten Mal hintereinander das Finale um die deutsche Fußballmeisterschaft. Das diesjährige Finale ging jedoch gegen den Karlsruher FC Phönix mit 2:4 verloren.
Der BFC Germania 1888 stieg in die 2. Klasse ab. Im Gegenzug schaffte der BFC Rapide den Aufstieg in die 1. Klasse.

## Abschlusstabelle
| Pl. | Verein                 | Sp. | S  | U | N  | Tore    | Quote | Punkte |
| --- | ---------------------- | --- | -- | - | -- | ------- | ----- | ------ |
| 1.  | BTuFC Viktoria 89 (M)  | 16  | 15 | 0 | 1  | 082:270 | 3,04  | 30:20  |
| 2.  | BFC Preussen           | 16  | 9  | 2 | 5  | 038:270 | 1,41  | 20:12  |
| 3.  | BTuFC Britannia 1892   | 16  | 9  | 1 | 6  | 046:370 | 1,24  | 19:13  |
| 4.  | BFC Hertha 1892        | 16  | 8  | 3 | 5  | 053:300 | 1,77  | 19:13  |
| 5.  | SC Minerva 93 (N)      | 16  | 7  | 3 | 6  | 037:320 | 1,16  | 17:15  |
| 6.  | Berliner BC 03         | 16  | 5  | 2 | 9  | 036:530 | 0,68  | 12:20  |
| 7.  | BFC Concordia 1895 (N) | 16  | 5  | 1 | 10 | 036:590 | 0,61  | 11:21  |
| 8.  | BTuFC Union 1892       | 16  | 3  | 3 | 10 | 026:460 | 0,57  | 09:23  |
| 9.  | BFC Germania 1888      | 16  | 3  | 1 | 12 | 020:630 | 0,32  | 07:25  |

| (M) | Titelverteidiger |
| (N) | Aufsteiger       |

## Ortsgruppe Stettin
| Pl. | Verein                   | Sp. | S | U | N | Tore    | Quote | Punkte |
| --- | ------------------------ | --- | - | - | - | ------- | ----- | ------ |
| 1.  | Stettiner FC Titania (M) | 8   | 5 | 2 | 1 | 030:110 | 2,73  | 12:40  |
| 2.  | SC Blücher Stettin a     | 8   | 4 | 2 | 2 | 032:150 | 2,13  | 10:60  |
| 3.  | SC Preußen Stettin       | 8   | 5 | 0 | 3 | 021:160 | 1,31  | 10:60  |
| 4.  | Stettiner SVgg 1905      | 8   | 3 | 2 | 3 | 020:240 | 0,83  | 08:80  |
| 5.  | Stettiner FC Union       | 8   | 0 | 0 | 8 | 000:370 | 0,00  | 0:16   |

| (M) | Titelverteidiger Stettin |

## Aufstiegsspiel
| Datum             |                                                  | Ergebnis |                                                 | Ort     |
| ----------------- | ------------------------------------------------ | -------- | ----------------------------------------------- | ------- |
| 5. September 1909 | Stettiner FC Titania (Sieger Ortsgruppe Stettin) | 2:3      | BFuCC Rapide 1893 (Teilnehmer 2. Klasse Berlin) | Stettin |